# Юдін Дмитро Андрійович
Дмитро Андрійович Юдін (рос. Дмитрий Андреевич Юдин; 31 липня 1995, м. Нижній Тагіл, Росія) — російський хокеїст, захисник. Виступає за СКА (Санкт-Петербург) у Континентальній хокейній лізі.  
Вихованець хокейної школи «Супутник» (Нижній Тагіл). Виступав за «Мамонти Югри», СКА-1946 (Санкт-Петербург), «СКА-Карелія» (Санкт-Петербург).
У складі молодіжної збірної Росії учасник чемпіонату світу 2015. 
Досягнення
- Срібний призер молодіжного чемпіонату світу (2015).